# Ray Lozano
Ray Lozano (* 1989 in Köln) ist eine deutsch-philippinische Singer-Songwriterin, die auch Altsaxophon, Klavier und Bass spielt.

## Leben und Wirken
Lozano, die im Rheinland aufwuchs, erlernte zunächst Blockflöte und absolvierte dann eine klassische Ausbildung an Saxophon und Klavier. Daneben begann sie als Jugendliche Popsongs zu produzieren. Nach dem Abitur studierte sie Jazz und Pop an der ArtEZ University of the Arts in den Niederlanden, kehrte aber bald nach Köln zurück. Dort trat sie mit diversen Projekten bei 1 Live auf. 2023 erschien ihr Debütalbum Pairing Mode (Melting Pot Music) mit kurzen Songs „mit zeitgeistigen elektronischen Stilelementen und viel atmosphärischer Glitch-Ästhetik“; dem Spiegel zufolge inszenierte sie sich dort als „gefühlvolle R&B-Sängerin“ und „gute Geschichtenerzählerin.“ Sie ist auch auf Alben von Luciel, Max Herre und Die Fantastischen Vier zu hören.
Lozano wurde 2023 mit dem Holger-Czukay-Preis für Popmusik der Stadt Köln für „ihren selbstbestimmten und zugleich skurrilen Soul-Sound irgendwo zwischen Indie, Low-Fidelity-Pop und HipHop“ ausgezeichnet.